# 瓦爾澤亞 (北里約格朗德州)
瓦爾澤亞（葡萄牙語：Várzea），是巴西的城鎮，位於該國東北部，由北里約格朗德州負責管轄，始建於1959年，面積67平方公里，2010年人口5,227，人口密度每平方公里77.73人。